# Sun Caiyan
Sun Caiyan (en chino: 孙彩艳; 18 de enero de 1974) es una deportista china que compitió en halterofilia. Ganó cuatro medallas de oro en el Campeonato Mundial de Halterofilia entre los años 1991 y 2003.

## Palmarés internacional
| Campeonato Mundial | Campeonato Mundial        | Campeonato Mundial | Campeonato Mundial |
| Año                | Lugar                     | Medalla            | Categoría          |
| ------------------ | ------------------------- | ------------------ | ------------------ |
| 1991               | Donaueschingen (Alemania) | Medalla de oro     | 56 kg              |
| 1992               | Varna (Bulgaria)          | Medalla de oro     | 56 kg              |
| 1993               | Melbourne (Australia)     | Medalla de oro     | 59 kg              |
| 2003               | Vancouver (Canadá)        | Medalla de oro     | 58 kg              |